# Ventanas
Ventanas este un oraș din Ecuador de 36.596 locuitori. Este reședința Cantonului Ventanas.